# Bagumbayan
Bagumbayan is een gemeente in de Filipijnse provincie Sultan Kudarat op het eiland Mindanao. Bij de laatste census in 2007 had de gemeente ruim 57 duizend inwoners.

## Geografie

### Bestuurlijke indeling
Bagumbayan is onderverdeeld in de volgende 19 barangays:
| - Bai Sarifinang - Biwang - Busok - Chua - Daguma - Daluga - Kabulanan - Kanulay - Kapaya - Kinayao | - Masiag - Monteverde - Poblacion - Santo Niño - Sison - South Sepaka - Sumilil - Titulok - Tuka |

## Demografie
Bagumbayan had bij de census van 2007 een inwoneraantal van 57.133 mensen. Dit zijn 3.689 mensen (6,9%) meer dan bij de vorige census van 2000. De gemiddelde jaarlijkse groei komt daarmee uit op 0,92%, hetgeen lager is dan het landelijk jaarlijks gemiddelde over deze periode (2,04%). Vergeleken met de census van 1995 is het aantal mensen met 11.549 (25,3%) toegenomen.

De bevolkingsdichtheid van Bagumbayan was ten tijde van de laatste census, met 57.133 inwoners op 672,06 km², 67,8 mensen per km².